# J-U
J-U(최 先生 J-U, 본명: 최재유, 1977년~ )는 대한민국의 힙합 프로듀서 겸 DJ이다.
어린시절 부모님의 유학을 따라 유년기를 독일에서 보내었다. 그 시기 처음 힙합 음악을 접하고 96년도에 한국으로 돌아와 신촌 Y-Club에서 주말마다 디제잉과 프리스타일 싸이퍼 공연을 하며 음악활동을 시작하였다. 그러던 중 알게 된 허니 패밀리의 박명호와 함께 의기투합하여 ‘엉터리 학생’, ‘둥둥’ 을 프로듀서로 작업하였고, 두 곡은 훗날 허니 패밀리의 1집에 실리게 된다.
이후 ’철이와 미애’의 미애가 운영하던 홍대 최초의 힙합클럽 ‘Honey'에서 디제잉과 프리스타일 싸이퍼를 하며 서서히 홍대 음악씬에서 이름을 알리게 되면서 다양한 뮤지션들과 작업을 하였고 이어서 1세대 힙합 클럽이자 레이블이었던 마스터 플랜 (a.k.a. MP)에서 프로듀서로 활동하며 2000년 컴필레이션 앨범 ‘초’의 총괄 디렉터로 참여하였다.
6년의 우여곡절 끝에 2004년 발매한 가리온 1집 앨범에 프로듀서로 참여하였으며, 이 음반은 한국 대중음악 명반 100에 36위에 오르기도 하였다.
다양한 곳에서 클럽 디제잉으로 활동하면서 지내던 중 2015년에는 제이통 2집 앨범 ‘이정훈’과  2016년에는 깔창 'Rocksteady EP’에 프로듀서로 참여하며 다시 활동을 시작하였고, 2020에는 던말릭의 앨범 [仙人掌花 : MALIK THE CACTUS FLOWER]에 프로듀서 ‘bababa'와 함께 총괄 프로듀서로 5곡을 수록하며 본격적인 활동을 이어가고 있다.
2022년 2년여의 준비 기간을 거치며 그 동안 작업하였던 곡들을 주변 친구들과 음악 동료들의 도움으로 첫번째 솔로 앨범 프로젝트 “Scrapbook Pt.1” 을 제작하게 된다.